# What is love? (canción de Never Shout Never)
«What is love?» es una canción interpretada por la banda estadounidense Never Shout Never, perteneciente a su álbum debut What is love?. Fue lanzada como primer sencillo del álbum en diciembre de 2009, junto a un video musical el mismo mes. La letra de la canción habla sobre el divorcio de los padres de Drew y de cómo él se pregunta qué es el amor.[cita requerida]

## Video musical
El video musical para «What is love?» fue dirigido por Isaac Ravishankara. El video transcurre en un parque, donde hay varias personas sentadas en bancas, entre ellas, Christofer Drew. Las personas conversan entre sí y se ve un «texto flotante» que muestra lo que están pensando. También se ve a Drew escribiendo y posteriormente mostrando distintos mensajes en carteles, los cuales siguen la temática de la canción. En el segundo estribillo Christofer comienza a interpretar la canción. Finaliza cuando Drew arroja el cartel que decía «what is love?» y se ve las demás personas del parque se han ido. El video fue grabado en una sola toma continua.